# Capote (2005.)
Capote (eng. Capote) je biografski film iz 2005. godine o američkom književniku Trumanu Capoteu koji prati događaje tijekom nastanka Capoteove dokumentarne knjige Hladnokrvno ubojstvo. Glumac Philip Seymour Hoffman nastupa u naslovnoj ulozi za koju je pobrao hvalospjeve filmske kritike i mnoge cijenjene nagrade među kojima i onu najprestižniju - Oscar za glavnu mušku ulogu. Film je temeljen na biografskoj knjizi Capote autora Geralda Clarkea, a snimljen je gotovo u cijelosti u Manitobi tijekom jeseni 2004. godine. U službenu kino distribuciju film je krenuo 30. rujna 2005. godine na dan rođenja autora Trumana Capotea.

## Radnja
Film započinje u Kansasu kada prijateljica obitelji Clutter otkrije mrtva tijela te četveročlane obitelji u njihovoj kući. Dok čita New York Times, autor Truman Capote šokiran je pričom o ubojstvu obitelji Clutter te zove urednika novina Williama Shawna kako bi ga obavijestio da planira dokumentirati navedenu tragediju.
Skupa sa svojom prijateljicom iz djetinjstva Harper Lee on se zaputi u Kansas. Tamo namjerava obaviti intervjue sa svima onima koji su povezani sa žrtvama, a Lee bi trebala navedeno dogovoriti. U početku ga glavni voditelj istrage Alvin Dewey odbija, ali Deweyjeva supruga je Capoteov obožavatelj i nagovara muža da Capotea i Lee pozovu kući na večeru. Oduševljena je Capoteovim pričama s filmskih setova i njegovom druženju s filmskim zvijezdama.
Dewey popusti Capoteu i dopusti mu da vidi fotografije žrtava. Ubrzo potom obitelj Dewey, Lee i Capote nalaze se na još jednoj večeri kada saznaju da su ubojice uhićene. Uz pomoć laskanja, mita i želje da sazna što više o ubojicama, Capote ih posjećuje gotovo svakodnevno u njihovim ćelijama (radi se o Perryju Smithu i Dicku Hickocku). 
Capote uskoro ostvari prijateljski odnos s Peryyjem. Obavještava svog urednika o nakani da priču o cijelom događaju pretvori u knjigu. Nakon suđenja i presude, Capote i dalje dobiva pravo posjećivati ubojice zahvaljujući mitu kojeg daje upravitelju zatvora.
Nekoliko sljedećih godina Capote provodi redovito posjećujući Perryja koji mu priča o svom životu izuzev jednogodišnje stanke kada odlazi u Maroko i Španjolsku kako bi napisao "prva tri dijela" svoje knjige dok mu društvo pravi njegov prijatelj (i dečko) Jack Dunphy.
Priča o Perryjevom životu, njegovom pokajničkom ponašanju i emotivnoj iskrenosti zadivi Capotea. Pisac se emotivno veže uz Perryja unatoč činjenici što se radi o hladnokrvnom ubojici. Perry odbija reći Capoteu što se dogodilo te kobne noći što autora razljuti. Ipak, nakon mnogo nagovaranja, Perry mu sve ispriča u detalje. Zbog žalbi koje ubojice konstantno ulažu na raznim sudovima, datum njihove smrtne kazne se konstantno odugovlači što Capoteu ne paše, jer bez toga on nema završetak za svoju knjigu. U međuvremenu, Harper Lee je napisala roman - Ubiti pticu rugalicu - koji postaje hit po kojem je snimljen istoimeni film, a što Capotea iznenadi i izazove u njemu ljubomoru.
U konačnici je i posljednja žalba ubojica odbijena. Capote se nalazi kao svjedok dok se Perry i Dick nalaze na vješalima od kojih publika vidi isključivo Perryjevo pogubljenje. Capote nakon toga razgovara s Harper Lee o užasnom događaju i lamentira da ništa nije mogao učiniti kako bi to spriječio. Ona mu odgovara: "Možda nisi, ali činjenica je da nisi to niti htio." To je ujedno i posljednja rečenica izgovorena u filmu. U posljednjoj sceni vidimo Trumana kako gleda fotografije iz slučaja kao i napise i crteže koje mu je dao ubojica Perry.

## Glumačka postava
- Philip Seymour Hoffman kao Truman Capote
- Catherine Keener kao Nelle Harper Lee
- Clifton Collins Jr. kao Perry Smith
- Chris Cooper kao Alvin Dewey
- Bob Balaban kao William Shawn
- Bruce Greenwood kao Jack Dunphy
- Amy Ryan kao Marie Dewey
- Mark Pellegrino kao Richard Hickock
- Allie Mickelson kao Laura Kinney
- Marshall Bell kao Warden Marshall Krutch
- Araby Lockhart kao Dorothy Sanderson
- Robert Huculak kao novinar iz New Yorka
- R.D. Reid kao Roy Church
- Rob McLaughlin kao Harold Nye
- Harry Nelken kao šerif Walter Sanderson
- C. Ernst Harth kao Lowell Lee Andrews
- George Dangerfield kao Jury Foreman[4]

## Produkcija
Film Capote snimljen je u roku od 36 dana - od 25. listopada do 1. prosinca 2004. godine. 

## Nagrade i nominacije

### Oscar
Film Capote imao je 5 nominacija za prestižnu nagradu Oscar, a osvojio je jednu.
- Najbolji glavni glumac - Philip Seymour Hoffman
- Najbolji film - Caroline Baron, William Vince i Michael Ohoven
- Najbolji redatelj - Bennett Miller
- Najbolja sporedna glumica - Catherine Keener
- Najbolji adaptirani scenarij - Dan Futterman

### Zlatni globus
Film Capote imao je jednu nominaciju za nagradu Zlatni globus koju je i osvojio.
- Najbolji glumac (drama) - Philip Seymour Hoffman

### BAFTA
Film Capote imao je 5 nominacija za britansku nagradu BAFTA, a osvojio je jednu.
- Najbolji glumac - Philip Seymour Hoffman
- Najbolji film - Caroline Baron, William Vince i Michael Ohoven
- Najbolji redatelj - Bennett Miller
- Najbolja sporedna glumica - Catherine Keener
- Najbolji adaptirani scenarij - Dan Futterman

## Vanjske poveznice
- Capote u internetskoj bazi filmova IMDb-a
- Capote na Box Office Mojo
- Capote na Rotten Tomatoes